# Muskiz
Muskiz és un municipi de la província de Biscaia, País Basc, pertanyent a la comarca de Gran Bilbao. Limita al nord amb el Mar Cantàbric, al sud amb Galdames, a l'est amb Abanto-Zierbena i a l'oest amb Castro Urdiales, (Cantàbria).

## Pobles
- Kobaron
- La Rigada / Larrinaga
- Pobeña
- Muskizeko Donibane
- San Juan de Somorrostro
- Santelices

## Història

### Antiguitat
En el segle i el geògraf romà Plini el Vell va escriure a la seva Naturalis Historia que de tots els metalls la més llarga veta és la de ferro. En la part de Cantàbria que banya el mar, hi ha uns boscos asprísdimament alts, tot d'aquesta matèria, cosa increïble. La interpretació més plausible d'aquest text és que els romans coneguessin perfectament l'existència de l'enorme veta de mineral de ferro del munti Triano, que s'estenia per la Zona Minera de Biscaia, entre Barakaldo i Somorrostro. Malgrat aquesta referència bibliogràfica, que existeix la certesa que els romans explotessin ja les mines de ferro de la zona i a la presència en les proximitats d'una colònia romana, la de Flaviobriga (Castro Urdiales), existeixen escasses proves de presència romana a la ria del Barbadún i en el territori de Somorrostro.

### Edat mitjana
Fins al s. IX hi ha un gran buit documental. En la crònica d'Alfons III d'Astúries, c. 880, s'informa que el seu antecessor Alfons I d'Astúries va repoblar Karrantza i Sopuerta. El primer document escrit en el qual s'hi cita la vall de Somorrostro, del que Muskiz és només una part, està datat en 1068. Pel que sembla el procés d'aculturació romana no va arribar a canviar els usos i els costums de la població indígena gentilícia, que va seguir explotant els recursos agrícoles i ramaders d'uns dominis mal definits territorialment. Amb la difusió del cristianisme apareix un nou element de referència econòmica i social: l'església. Les esglésies es generalitzen a partir del s. XI i, entre les més antigues de la zona, cal assenyalar les de Santa María de Pobeña i la de la Cerrada de Ranes, a Cardeo (Abanto-Zierbena). En el segle xiii Diego López de Haro, el bo, senyor de Biscaia, donará en 1212 a Sancho Ortiz Marroquín de Montehermoso diverses esglésies de la vall de Somorrostro. Entre elles, el patronat sobre l'església de San Julián de Musques i el dret de duana sobre els minerals que sortien a través de la ria de Barbadún a Sancho Ortiz Marroquín.
Així, l'aparició de Musques en la història es produïx en l'Edat Mitjana quan s'erigeix la parròquia de San Julián de Muskiz, entorn de la jurisdicció de la qual es crearà el consell de San Julián de Muskiz. No obstant això, fins al segle xx se seguirà emprant indistintament San Julián de Muskiz o, per associació o erroni coneixement toponímic, Somorrostro per designar al terme municipal de Muskiz. En aquest sentit, l'actual municipi de Muskiz partia antigament de la denominada Vall de Somorrostro de les Encartaciones, que estava dividida en set consells i en dues parts; la més occidental o de els quatre consells, i la més oriental o de els tres concells. San Julián de Muskiz era només un dels quatre concells de Somorrostro, sent, a més, el més occidental de tots ells; ja en el límit del Senyoriu de Biscaia.
En l'origen, Musques va ser una terra de senyors feudals i cases-torre. En el s. XIV, gràcies a Lope García de Salazar, es conserva informació sobre els esdeveniments de la Bizkaia de la Baixa Edat Mitjana, doncs en el seu llibre Bienandanzas i Fortunes es recullen els fets més destacats d'aquells conflictes entre bàndols. La família Salazar, a la qual pertanyia el cronista, va posseir el control de la vall de Somorrostro des del Castell de Muñatones. Aquesta família es va establir a Muskiz a l'emparentar, cap a 1256, amb la de Muñatones. Igual que altres parents majors, aquesta família era propietària de terres i homes, gaudia de rendes, gaudia d'exempció tributària i sotmetia a la seva autoritat als habitants de la zona d'influència. La proliferació de torres en Musques està determinada per l'assentament dels Salazar a Muñatones, qui, controlant el territori des del seu solar, instal·len als seus parents en els diferents barris del municipi: Pobeña, Montaño, Memerea, San Julián, Santelices o La Rigada. Aquestes cases torre eren autèntics centres d'explotació i administració dels recursos de l'entorn.
La construcció més significativa d'aquell període és el castell de Muñatones. El castell de Muñatones, en la vall del Barbadun, va ser construït per Juan López de Salazar cap a 1260. Aquesta casa-torre seria reedificada en el segle xv i encara avui dia es conserva en bon estat. Un altre membre de la família, Lope García de Salazar, escriuria estant pres en aquest mateix castell l'obra Bienandanzas y Fortunas, que relata les guerres marcades medievals en Biscaia. El majoratge personal de Lope García de Salazar en Musques eren les seves torres de San Martín de Muñatones i Santelices, la ferreria de El Pobal Arxivat 2007-09-27 a Wayback Machine. i del Arenao, aquesta última a Galdames, i les acenyes de la Pont i Fresnedo. A part d'aquests beneficis, cobrava rendes addicionals, provinents del tràfic del mineral de ferro (70.000 maravedins anuals), el prebostatge de la vila de Portugalete i els peatges dels ports de San Martín en Muskiz (avui desaparegut) i Portugalete. A més dels Salazar, altres llinatges de bàndols van edificar les seves casa-torre en el territori de Muskiz: els Salcedo, Marroquines, Puchetas, Santelices o Bañales. La tradició explica que va arribar a haver-hi 17 cases-torre en el territori de Somorrostro distribuïts pels nombrosos barris i llocs de població del municipi.

### Edat Moderna
En el segle xvi la indústria siderúrgica es transforma gràcies a la implantació de la força hidràulica i a la utilització del martinet. El mineral de les ferreries biscaïnes procedia de la vall de Somorrostro, d'on era transportat per via marítima o terrestre. La importància del mar i del riu és fonamental pel consell, ja que a més serveixen per transportar aliments. Molts veïns de Musques es dediquen en aquest moment a la construcció naval i a activitats marineres: mariners, pilots o marejants. La cofraria de San Nicolás agrupava al gremi de marejants. En el segle xvii, gràcies a l'activitat comercial relacionada amb el ferro, algunes famílies van augmentar el seu patrimoni. Simon de la Quadra va arribar a posseir dues ferreres (El Pobal i Bilotxi), va adquirir terrenys i va repoblar boscos. Gràcies als seus negocis va esdevenir l'home més poderós del consell, traslladant el centre de poder de San Martín de Muñatones a la seva residència "La Pont", al costat de la vella drassana de San Juan.
El consell era dividit en 5 quadrilles o regiments: La Rigada, La valle, Memerea, Muskiz i Pobeña, governades per regidors que es reunien en junta en el lloc del Creuer. Es pot considerar el XVIII com el segle d'or del Consell. L'entrada dels Borbó va afavorir l'arribada al poder d'una nova classe burocràtica que, amb el temps, va arribar a ennoblir-se. Un representant d'aquesta burocràcia és Sebastián de la Quadra i Llarena, qui sota el regnat de Felip V, va posseir el càrrec de "Secretari de Despatx Universal d'Estat" (1736-1746). Com reconeixement als seus serveis el rei li va concedir el títol de primer Marquès de Villarías. Des de la seva privilegiada posició va afavorir els interessos familiars, duent la seva postura a enfrontar a les Encartacions amb el Senyoriu de Biscaia pel control sobre el transport i la venda de ferro.

### Edat Contemporània
Dos són els esdeveniments més rellevants del segle xix en la història de Muskiz: el desenvolupament de les guerres carlines, amb els consegüents canvis administratius i jurídics, i el boom miner que va canviar per complet la fisonomia del poble. A la victòria dels liberals a la Primera guerra carlina, la van succeir una sèrie de canvis en la legislació que van afectar l'administració de la vall de Somorrostro. Així, en 1841 es va promulgar la Llei d'Ajuntaments del Regne que va suposar la constitució de nous ajuntaments en els anteriors consells de la vall, sorgint el de San Julián de Muskiz.
La inestabilitat política de l'estat va desencadenar una nova guerra a partir de 1873. Muskiz i Abanto van ser l'escenari de grans batalles, ja que tant carlins com liberals consideraven el seu control fonamental per dominar Bilbao. Fins a tres vegades es van enfrontar les tropes entre si en el que es coneixen com les batalles de Somorrostro. La població civil va sofrir els embats de la guerra, perquè entre altres accions es va decidir el bombardeig de San Juan. La Proclama de Somorrostro (13-III-1876) va preconitzar la nova unitat constitucional d'Espanya (fixada en la Constitució de juny d'aquest any), i va suposar l'abolició del foralisme basc. En l'economia, seria crucial la presència del mineral de ferro. Fins a mitjans del XIX la propietat de les mines era comunal, sent els naturals de les Encartaciones lliures d'arrencar mineral on i quan volguessin, sempre que no perjudiquessin a un tercer. Aquest marc legislatiu va propiciar la multiplicació d'explotacions, que eren abandonades quan sorgien les primeres dificultats d'extracció. Per proximitat geogràfica i privilegis l'extracció de ferro era realitzada sobretot pels veïns dels set consells de Somorrostro.
L'abolició foral permetent l'extracció i exportació del ferro brut, la localització geogràfica del mineral, que afavoria el seu transport pel mar, i els avenços tècnics van afavorir el desenvolupament d'una explotació intensa de les mines. Els capitals autòctons i forans confluïxen a la recerca d'un alt i ràpid benefici. En 1859 es té constància de la primera mina del poble, i a partir de 1868 quatre més. Muskiz, amb Bilbao, compte amb el major nombre de propietaris estrangers (Alfred Edwards, Triano Iron Ore, Mac Lennan, etc.). Paral·lelament al canvi de legislació i apropiació de les mines Muskiz va anar transformant-se: es construïxen ferrocarrils, plànols inclinats, safaretjos de mineral o tramvies aeris per al transport del mineral. La intensificació de l'explotació minera, sobretot des de finals de les guerres carlines, va generar una intensa immigració. El creixement desmesurat de la població, la falta d'una infraestructura mínima, les pèssimes condicions higièniques i les injustes condicions laborals van afavorir l'aparició d'un descontentament social que es va canalitzar i va organitzar a través de sindicats i partits polítics.

## Fills il·lustres
- Antonio de Saralegui y Zarandona (1847-1907), empresari